# Андхой
Андхой (на дари: اندخوی, на пущунски: اندخوی ولسوالۍ) е град в северната част на Афганистан, който има население от около 39 730 души (април 2022)47 857 души. В това число са включени всички основни етнически групи в страната. Градът служи като столица на област Андхой в провинция Фаряб. 
Андхой е на около 35 km разстояние югозападно от граничния пункт Акина – Имамназар между Афганистан и Туркменистан. В града има и железопътна гара, която е открита през 2021 г. за внос и износ със съседен Туркменистан. Летището Шеберган в съседната провинция Джаузджан е най-близкото летище до Андхой.